# Xanthorhoe intentata
Xanthorhoe intentata là một loài bướm đêm trong họ Geometridae.